# Lukáš Zich
Lukáš Zich (* 10. ledna 1985 Praha) je český fotbalový brankář, aktuální působící ve Sportovním klubu Kostelec u Křížků.

## Klubová kariéra
Svoji fotbalovou kariéru začal ve Zbraslavi, odkud ještě jako dorostenec přestoupil do Čechie Karlína a později zamířil do FC Bohemians Praha, Sparty Praha a Spolana Neratovice. Následně se vrátil do Sparty, kde se v roce 2004 propracoval do seniorské kategorie. Od roku 2007 působil na hostování v jiných klubech. V zimě 2007 hostoval v Zenitu Čáslavi, jarní část ročníku 2007/08 působil v Bohemians Praha 1905, sezonu 2008/09 strávil v Jablonci, následující ročník nastupoval v dresu Slovanu Liberec a na jaře 2011 hrál za Hradec Králové. V lednu 2012 Spartu definitivně opustil a zamířil na své první zahraniční angažmá do slovenského Ružomberku. V létě 2013 v týmu předčasně skončil a po půl roce bez angažmá se stal hráčem Viktorie Žižkov. V zimním přestupovém období ročníku 2014/15 v klubu skončil. Přípravu na jarní část sezóny 2014/15 absolvoval v divizní Kutné Hoře, kde také zůstal a týmu pomohl k celkovému třetímu místu v divizi C.